# Matuzalém
Matuzalém, właśc. Matuzalém Francelino da Silva (ur. 10 czerwca 1980 w Natal) – brazylijski piłkarz grający na pozycji ofensywnego pomocnika.

## Kariera klubowa
Matuzalem rozpoczął piłkarską karierę w klubie EC Vitória. W 1997 roku zadebiutował w barwach tego klubu w lidze brazylijskiej, jednak przez 2 lata rozegrał zaledwie 14 meczów, strzelił 1 gola i jedynym sukcesem było mistrzostwo stanowe w 1997 roku.
Latem 1999 Matuzalem wyjechał do Włoch i został zawodnikiem Parmy, jednak nie zagrał w niej nigdy żadnego ligowego spotkania. Jeszcze w tym samym roku został wypożyczony do SSC Napoli. Był podstawowym piłkarzem w rozgrywkach Serie B i na koniec sezonu 1999/2000 świętował awans do Serie A. W pierwszej lidze z Napoli Matuzalem spędził tylko rok. Zagrał w 26 meczach i zdobył 1 gola (w wygranym 1:0 meczu z Interem Mediolan), ale zespół z Neapolu spadł z ligi. Na sezon 2001/2002 Matuzalem trafił na wypożyczenie do Piacenzy Calcio. Już w kolejnym sezonie znowu zmienił barwy klubowe i wypożyczono go do Brescii Calcio, w której miał pewne miejsce w składzie i zajmował miejsca w środku tabeli. Przez 2 lata gry w Brescii wystąpił w 60 spotkaniach i strzelił 3 gole.
W lipcu 2004 po Matuzalema zgłosił się ukraiński Szachtar Donieck, a prezydent klubu Rinat Achmetow zdecydował się zapłacić za Brazylijczyka 14 milionów euro, co uczyniło go najdroższym piłkarzem ligi ukraińskiej. W sezonie 2004/2005 wystąpił w fazie grupowej Ligi Mistrzów (zdobył 2 gole) oraz wywalczył mistrzostwo Ukrainy. Sukces ten powtórzył także w sezonie 2005/2006. W sezonie 2006/2007 po raz kolejny wziął udział w fazie grupowej Ligi Mistrzów, a następnie z Szachtarem zagrał w Pucharze UEFA docierając do 1/8 finału. Szachtar okazał się w dwumeczu gorszy od Sevilli, ale Matuzalem zasłynął golem w drugim spotkaniu (2:3), gdy strzałem piętą pokonał Andrésa Palopa. W 2007 roku wywalczył z Szachtarem wicemistrzostwo kraju, a po odejściu Anatolija Tymoszczuka został kapitanem drużyny.
Latem 2007 za 12 milionów euro Matuzalem przeniósł się do hiszpańskiego Realu Saragossa, w którym zadebiutował 26 sierpnia 2007 w przegranym 1:2 wyjazdowym spotkaniu z Realem Murcia. W 2008 roku został wypożyczony do S.S. Lazio i zagrał w nim po raz pierwszy 31 sierpnia w meczu przeciwko Cagliari Calcio (4:1). W 2009 roku został wykupiony przez Lazio.
| Sezon   | Klub                | Kraj              | Rozgrywki              | Mecze | Bramki |
| ------- | ------------------- | ----------------- | ---------------------- | ----- | ------ |
| 1997    | EC Vitória          | Brazylia          | Série A                | 1     | 0      |
| 1998    | EC Vitória          | Brazylia          | Série A                | 18    | 0      |
| 1999    | EC Vitória          | Brazylia          | Série A                | 0     | 0      |
| 1998/99 | AC Bellinzona       | Szwajcaria        | Swiss Challenge League | 7     | 2      |
| 1999/00 | SSC Napoli          | Włochy            | Serie B                | 26    | 1      |
| 2000/01 | SSC Napoli          | Włochy            | Serie A                | 26    | 1      |
| 2001/02 | Piacenza Calcio     | Włochy            | Serie A                | 28    | 3      |
| 2002/03 | Brescia Calcio      | Włochy            | Serie A                | 30    | 0      |
| 2003/04 | Brescia Calcio      | Włochy            | Serie A                | 30    | 3      |
| 2004/05 | Szachtar Donieck    | Ukraina           | Wyszcza Liha           | 22    | 7      |
| 2005/06 | Szachtar Donieck    | Ukraina           | Wyszcza Liha           | 20    | 8      |
| 2006/07 | Szachtar Donieck    | Ukraina           | Wyszcza Liha           | 26    | 10     |
| 2007/08 | Real Saragossa      | Hiszpania         | Primera División       | 14    | 1      |
| 2008/09 | S.S. Lazio          | Włochy            | Serie A                | 14    | 0      |
| 2009/10 | S.S. Lazio          | Włochy            | Serie A                | 18    | 1      |
| 2010/11 | S.S. Lazio          | Włochy            | Serie A                | 22    | 0      |
| 2011/12 | S.S. Lazio          | Włochy            | Serie A                | 21    | 1      |
| 2012/13 | S.S. Lazio          | Włochy            | Serie A                | 0     | 0      |
| 2012/13 | Genoa CFC           | Włochy            | Serie A                | 15    | 1      |
| 2013/14 | Genoa CFC           | Włochy            | Serie A                | 21    | 0      |
| 2014/15 | Bologna FC          | Włochy            | Serie B                | 38    | 0      |
| 2015/16 | Hellas Verona       | Włochy            | Serie A                | 7     | 0      |
| 2016    | Miami FC            | Stany Zjednoczone | NASL                   | 3     | 0      |
| 2016/17 | Monterosi Tuscia FC | Włochy            | Serie D                | 10    | 2      |
| 2017/18 | Monterosi Tuscia FC | Włochy            | Serie D                | 18    | 1      |

## Kariera reprezentacyjna
W 1997 roku Matuzalem wystąpił w mistrzostwa świata do lat 17 w Egipcie. Tam z Brazylią wywalczył mistrzostwo, a na turnieju zagrał w 6 meczach i strzelił 3 gole.